# Steff Fontaine
Steff Fontaine (Phoenix, Arizona, 27 de agosto de 1955) es un cantante y músico estadounidense.

## Carrera

### Inicios
En 1976, se unió a  Alien, una banda de Arizona votada como la banda de covers número 1 en Phoenix en 1977.
En 1980, se unió a la banda  Full House.
En 1982 se unió a la banda Joshua, que fue votada como Banda y Álbum del Año por la revista Music Connection.
En 1984, formó Outcast con Scott Warren.

### Uriah Heep y los otros groupos
En julio de 1986 aceptó como cantante principal de la gira estadounidense y canadiense de Uriah Heep, pero dejó la banda en septiembre del mismo año. Tenía una gran voz pero su disciplina era otra cosa. Salió a caminar durante los ensayos y luego se perdió. ¡Incluso se perdió una vez un concierto en San Francisco! "
En 1988 formó la banda Ring Sting, un proyecto de estudio con el guitarrista Lonny Napier, y en 1990 formó la banda Dirty World con el guitarrista Brad Wilson (de Blind Date) y el baterista Marc Droubay (de Survivor).
En 1997, formó Majestic (una banda tributo a Journey) y Burn (una banda tributo a Deep Purple y Rainbow). En 1999 formó la banda Nightmare Carnival, mientras que en 2000 Heartache City con el guitarrista Ron Sachs y la bajista Wanda "Vixen" Ortiz.
En 2014, se asoció con la banda de rock de Arizona Out There

## Discografía

### Ringleader
- 1989 - If Licks Could Kill

### Uriah Heep
- 1996 - A Time of Revelation - 25 Years On

### Warlord
- 2016 - And the Cannons of Destruction Have Begun...

### Como solista, proyecto en conjunto o invitado
- 1989 - XYZ -XYZ
- 2001 - Pawnshop - Three Mass Balls
- 2000 - Stuart Matthewman - Twin Falls Idaho